# Enter Suicidal Angels
Enter Suicidal Angels treći je EP švedskog melodičnog death metal sastava Dark Tranquillity objavljen 25. studenoga 1996. godine.

## Popis pjesama
Tekstovi: Mikael Stanne. 
| 1.    | »Zodijackyl Light« | Fredrik Johansson, Niklas Sundin | 3:59 |
| 2.    | »Razorfever«       | Anders Jivarp, Sundin            | 3:16 |
| 3.    | »Shadowlit Facade« | Johansson                        | 3:25 |
| 4.    | »Archetype«        | Johansson, Fredrik Nordström     | 4:29 |
| 15:09 |                    |                                  |      |

## Zasluge
Dark Tranquillity
- Martin Henriksson – bas-gitara
- Anders Jivarp – bubnjevi
- Fredrik Johansson – gitara
- Mikael Stanne – vokal
- Niklas Sundin – gitara, grafički dizajn

Dodatni glazbenici
- Michael Nicklasson – prateći vokal (na pjesmi "Zodijackyl Light")

Ostalo osoblje
- Fredrik Nordström – produkcija, miks
- Kenneth Johansson – fotografije (naslovnica)